# Пам'ятки археології Зачепилівського району
У Зачепилівському районі Харківської області на обліку перебуває 40 пам'яток археології.
| № з/п | Охоронний № | Місцезнаходження об'єкту                                                                                          | Назва об'єкту                                                                                       | Дослідник, рік обстеження | Розміри              | Кат     | Рішення Харківського ОВК, накази УКіТ | Охоронна зона: розміри, Рішення Харківського ОВК, накази УКіТ                                                         |
| ----- | ----------- | --- | --------------------------------------------------------------------------------------------------- | --- | -------------------- | ------- | ------------------------------------- | --- |
| 1.    | 1830        | смт. Зачепилівка Зачепилівської сел/р                                                                             | Кургани. 19. III тис. до н.е. – I тис. н.е.                                                         | Шрамко Б.А. та інші. 1977р. Бородулін В.Г.,1980р. Бакуменко К.І., зав. сектором охорони пам’яток археології ХІМ. 2003р.                                       | Вис. 0,5-4,0 м       | Місцева | №328 від 23.05.83р.                   | 50м.№184 від 20.04.87р.( встановлена на 10 курганів).10м.Наказ УКіТ №19 від 17.02.2005р. (встановлена на 14 курганів) |
| 2.    | 1831        | с. Абазівка Миколаївської с/р                                                                                     | Кургани. 11. III тис. до н.е. – I тис. н.е.                                                         | -<<- | Вис. 0,5-1,8 м       | -<<-    | -<<-                                  | 50м.№ 33 від 23.01.84р.                                                                                               |
| 3.    | 2127        | колишнє с. Артемівка Бердянської с/р, за 3 км на захід від с. Бердянка                                            | Кургани. 16. III тис. до н.е. – I тис. н.е.                                                         | -<<- | Вис. 1,0-2,0 м       | -<<-    | №118 від 17.03.86р.                   | 50м.№184 від 20.04.87р.                                                                                               |
| 4.    | 1833        | с. Бердянка Бердянської с/р                                                                                       | Кургани. 4. III тис. до н.е. – I тис. н.е.                                                          | -<<- | Вис. 1,0-2,2 м       | -<<-    | №328 від 23.05.83р.                   | 50м.№ 33 від 23.01.84р. (встановлена на 2 кургани)10м.Наказ УКіТ №19 від 17.02.2005р. (встановлена на 3 кургани)      |
| 5.    | 1834        | с. Забарине Забаринської с/р                                                                                      | Кургани. 19. III тис. до н.е. – I тис. н.е.                                                         | -<<- | Вис. 0,5-2,5 м       | -<<-    | -<<-                                  | 50м.№ 33 від 23.01.84р.                                                                                               |
| 6.    | 805         | с. Займанка Сомівської с/р, за 600 м від тваринницької ферми Радгоспу Пролетарій                                  | Поселення доби неоліту. VI- IV тис. до н.е.                                                         | Телегін Д.Я., д.і.н. 1970 р. | Площа 100,0х70,0 м   | -<<-    | №61 від 25.01.72р.                    | 50 м. № 197 від 16.04.84р.                                                                                            |
| 7.    | 808         | с. Займанка Займанської с/р, на правому березі р. Орель,                                                          | Поселення доби бронзи.2-га чверть II тис. до н.е.                                                   | Телегін Д.Я., д.і.н. 1970 р. | Площа 100,0х60,0 м   | -<<-    | -<<-                                  | 50 м. № 197 від 16.04.84р.                                                                                            |
| 8.    | 1835        | с. Залінійне Малоорчицької с/р                                                                                    | Кургани.22.III тис. до н.е. – I тис. н.е.                                                           | Шрамко Б.А. та інші. 1977р. Бородулін В.Г1980рБакуменко К.І., зав. сектором охорони пам’яток археології ХІМ. 2003р..                                          | Вис. 0,7-3,0 м       | -<<-    | №328 від 23.05.83р.                   | 50м.№ 33 від 23.01.84р. (встановлена на 19 курганів)10м.Наказ УКіТ №19 від 17.02.2005р.                               |
| 9.    | 2552        | -<<- | Поселення доби бронзи. II тис. до н.е.                                                              | Телегін Д.Я., д.і.н. 1970р. . | Площа 1,5 га.        | -<<-    | №975 від 18.09.97р.                   | |
| 10.   | 1836        | с. Зарічне Малоорчицької с/р                                                                                      | Кургани. 10.III тис. до н.е. – I тис. н.е.                                                          | Шрамко Б.А. та інші. 1977р. Бородулін В.Г.,1980р. Бакуменко К.І., зав. сектором охорони пам’яток археології ХІМ. 2003р.                                       | Вис. 1,0-1,5 м       | -<<-    | №328 від 23.05.83р.                   | 50м.№ 33 від 23.01.84р.                                                                                               |
| 11.   | 1837        | с. Кочетівка Леб’язької с/р                                                                                       | Кургани. 9.III тис. до н.е. – I тис. н.е.                                                           | -<<- | Вис. 0,5-2,0 м       | -<<-    | -<<-                                  | 50м.№ 33 від 23.01.84р. (встановлена на 7 курганів)10м.Наказ УКіТ №19 від 17.02.2005р. (встановлена на 1 курган)      |
| 12.   | 1838        | с. Леб’яже Леб’язької с/р                                                                                         | Кургани. 52.III тис. до н.е. – I тис. н.е.                                                          | -<<- | Вис. 0,5-4,0 м       | -<<-    | -<<-                                  | 50 м. № 197 від 16.04.84р.                                                                                            |
| 13.   | 2128        | с. Малий Орчик Малоорчицької с/р                                                                                  | Кургани. 18.III тис. до н.е. – I тис. н.е.                                                          | Шрамко Б.А. та інші. 1977р. Бакуменко К.І., зав. сектором охорони пам’яток археології ХІМ. 2003р.                                                             | Вис. 0,5-5,0 м       | -<<-    | №118 від 17.03.86р.                   | 50м.№184 від 20.04.87р. (встановлена на 10 курганів)10м.Наказ УКіТ №19 від 17.02.2005р. (встановлена на 2 кургани)    |
| 14.   | 1840        | с. Миколаївка Миколаївської с/р                                                                                   | Кургани. 40.III тис. до н.е. – I тис. н.е.                                                          | -<<- | Вис. 0,5-2,2 м       | -<<-    | №328 від 23.05.83р.                   | 50м.№ 33 від 23.01.84р.                                                                                               |
| 15.   | 1839        | с. Нагірне Зачепилівської сел/р                                                                                   | Кургани. 19.III тис. до н.е. – I тис. н.е.                                                          | Шрамко Б.А. та інші. 1977р. Бородулін В.Г.,1980р. Бакуменко К.І., зав. сектором охорони пам’яток археології ХІМ. 2003р.                                       | Вис. 0,5-4,0 м       | -<<-    | -<<-                                  | 50м.№ 33 від 23.01.84р. (встановлена на 11 курганів)10м.Наказ УКіТ №19 від 17.02.2005р. (встановлена на 8 курганів)   |
| 16.   | 1841        | с. Нове Мажарове Новомажарівської с/р                                                                             | Кургани. 26.III тис. до н.е. – I тис. н.е. Кургани не оглянуті.                                     | -<<- | Вис. 1,0-2,6 м       | -<<-    | -<<-                                  | 50м.№ 33 від 23.01.84р.                                                                                               |
| 17.   | 1842        | с. Нове Пекельне Новомажарівської с/р                                                                             | Кургани. 15.III тис. до н.е. – I тис. н.е. Кургани не оглянуті.                                     | -<<- | Вис. 1,0-4,0 м       | -<<-    | -<<-                                  | 50м.№ 33 від 23.01.84р. (встановлена на 7 курганів)                                                                   |
| 18.   | 1829        | с. Новоселівка Чернещинської с/р                                                                                  | Поселення двошарове: доби неоліту і доби бронзи. VI-IV тис. до н.е., II тис. до н.е.                | Телегін Д.Я., д.і.н., 1970р. | Площа 1,0 га         | -<<-    | -<<-                                  | 50 м. № 197 від 16.04.84р.                                                                                            |
| 19.   | 1843        | -<<- | Кургани. 11.III тис. до н.е. – I тис. н.е.                                                          | Шрамко Б.А. та інші. 1977р. Бородулін В.Г. 1980р. Бакуменко К.І., зав. сектором охорони пам’яток археології ХІМ. 2003р.                                       | Вис. 0,8-2,0 м       | -<<-    | -<<-                                  | 50м.№ 33 від 23.01.84р. (встановлена на 6 курганів)10м.Наказ УКіТ №19 від 17.02.2005р. (встановлена на 5 курганів)    |
| 20.   | 1832        | с. Олександрівка Забаринської с/р                                                                                 | Кургани. 17.III тис. до н.е. – I тис. н.е.                                                          | Шрамко Б.А. та інші. 1977р. Бакуменко К.І., зав. сектором охорони пам’яток археології ХІМ. 2003р.                                                             | Вис. 0,7-2,2 м       | -<<-    | -<<-                                  | 50м.№ 33 від 23.01.84р.                                                                                               |
| 21.   | 2312        | с.Першотравневе Бердянської с/р                                                                                   | Кургани.2. III тис. до н.е. – I тис. н.е.                                                           | -<<- | Вис. 1,0 м           | -<<-    | № 161 від 18.04.88р.                  | 10м.Наказ УКіТ №19 від 17.02.2005р. (встановлена на 1 курган)                                                         |
| 22.   | 2313        | с. Петрівське Новомажарівської с/р                                                                                | Кургани. 3.III тис. до н.е. – I тис. н.е. Кургани не оглянуті.                                      | -<<- | Вис. 1,0-1,5 м       | -<<-    | -<<-                                  | |
| 23.   | 1844        | с. Рунівщина Рунівщинської с/р                                                                                    | Кургани. 12.III тис. до н.е. – I тис. н.е.                                                          | Шрамко Б.А. та інші. 1977р. Бородулін В.Г. 1980р. Бакуменко К.І., зав. сектором охорони пам’яток археології ХІМ. 2003р.                                       | Вис. 0,5-2,3 м       | -<<-    | №328 від 23.05.83р.                   | 50м.№ 33 від 23.01.84р. (встановлена на 8 курганів)10м.Наказ УКіТ №19 від 17.02.2005р. (встановлена на 4 кургани)     |
| 24.   | 806         | с. Семенівна Сомівської с/р, за 1,5 км на схід від села                                                           | Поселення двошарове: доби неоліту і зрубної культури. VI-IV тис. до н.е., 2-га пол. II тис. до н.е. | Телегін Д.Я., д.і.н. 1970р. | Площа 200,0х100,0 м  | -<<-    | № 61 від 25.01.72р.                   | 50 м. № 197 від 16.04.84р.                                                                                            |
| 25.   | 1845        | -<<- | Кургани. 12.III тис. до н.е. – I тис. н.е.                                                          | Шрамко Б.А. та інші. 1977р. Бородулін В.Г. 1980р. Бакуменко К.І., зав. сектором охорони пам’яток археології ХІМ. 2003р.                                       | Вис. 0,7-4,0 м       | -<<-    | №328 від 23.05.83р.                   | 50м.№ 33 від 23.01.84р.                                                                                               |
| 26.   | 1846        | с. Скалонівка Зачепилівської сел/р                                                                                | Кургани. 13.III тис. до н.е. – I тис. н.е.                                                          | -<<- | Вис. 1,0-2,5 м       | -<<-    | -<<-                                  | 50м.№ 33 від 23.01.84р. (встановлена на 6 курганів)10м.Наказ УКіТ №19 від 17.02.2005р.( встановлена на 1 курган)      |
| 27.   | 2553        | -<<- | Поселення двошарове: доби неоліту і ранньослов’янського часу. VI-IV тис. до н.е., VI-VII ст. н.е.   | Телегін Д.Я. д.і.н. 1970р. | Площа не встановлена | -<<-    | № 975 від 18.09.97р.                  | |
| 28.   | 807         | с. Сомівка Сомівської с/р, між озерами Денисове і Тютюниця, поруч з птахофермою колгоспу ім.. Ілліча              | Поселення двошарове: доби неоліту і зрубної культури. VI-IV тис. до н.е., 2-га пол. II тис. до н.е. | -<<- | Площа 500,0х300,0 м  | -<<-    | №61 від 25.01.72р.                    | 50 м. № 197 від 16.04.84р.                                                                                            |
| 29.   | 809         | с. Сомівка Сомівської с/р, біля балки “Кривець”                                                                   | Поселення доби бронзи. Кін. II тис. до н.е.                                                         | -<<- | Площа 150,0х50,0 м   | -<<-    | -<<-                                  | 50 м. № 197 від 16.04.84р.                                                                                            |
| 30.   | 1847        | с. Сомівка Сомівської с/р                                                                                         | Кургани. 18.III тис. до н.е. – I тис. н.е.                                                          | Шрамко Б.А. та інші. 1977р. Бородулін В.Г. 1980р. Бакуменко К.І., зав. сектором охорони пам’яток археології ХІМ. 2003р.                                       | Вис. 0,7-4,0 м       | -<<-    | №328 від 23.05.83р.                   | 50м.№ 33 від 23.01.84р. (встановлена на 9 курганів)10м.Наказ УКіТ №19 від 17.02.2005р. (встановлена на 9 курганів)    |
| 31.   | 2314        | с. Старе Мажарове Новомажарівської с/р                                                                            | Кургани. 7.III тис. до н.е. – I тис. н.е. Кургани не оглянуті.                                      | Шрамко Б.А. та інші. 1977р. | Вис. 1,0-2,5 м       | -<<-    | № 161 від 18.04.88р.                  | |
| 32.   | 1848        | с. Устимівка Рунівщинської с/р                                                                                    | Кургани. 12.III тис. до н.е. – I тис. н.е.                                                          | Шрамко Б.А. та інші. 1977р. Бородулін В.Г. 1980р. Бакуменко К.І., зав. сектором охорони пам’яток археології ХІМ. 2003р.                                       | Вис. 0,7-1,7 м       | -<<-    | №328 від 23.05.83р.                   | 50м.№ 33 від 23.01.84р. (встановлена на 8 курганів)10м.Наказ УКіТ №19 від 17.02.2005р. (встановлена на 4 кургани)     |
| 33.   | 2315        | с. Червона Перемога Леб’язької с/р                                                                                | Кургани. 5.III тис. до н.е. – I тис. н.е.                                                           | Шрамко Б.А. та інші. 1977р. | Вис. 0,5-1,5 м       | -<<-    | № 161 від 18.04.88р.                  | 10м.Наказ УКіТ №19 від 17.02.2005р.                                                                                   |
| 34.   | 1849        | с. Червоний Жовтень Бердянської с/р                                                                               | Курган III тис. до н.е. – I тис. н.е. Курган не оглянутий.                                          | Шрамко Б.А. та інші. 1977р. Бородулін В.Г. 1980р. | Вис. 1,0 м           | -<<-    | №328 від 23.05.83р.                   | 50м.№ 33 від 23.01.84р.                                                                                               |
| 35.   | 2316        | с. Червоноармійське Бердянської с/р                                                                               | Кургани. 3.III тис. до н.е. – I тис. н.е. Кургани не оглянуті.                                      | Шрамко Б.А. та інші. 1977р. | Вис. до 1,0 м        | -<<-    | № 161 від 18.04.88р.                  | |
| 36.   | 1850        | с. Чернещина Чернещинської с/р                                                                                    | Кургани. 34.III тис. до н.е. – I тис. н.е. Кургани не оглянуті.                                     | -<<- | Вис. 1,0-2,0 м       | -<<-    | №328 від 23.05.83р.                   | 50м.№ 33 від 23.01.84р. (встановлена на 16 курганів)                                                                  |
| 37.   |             | с. Займанка Сомівської с/ради. 8 курганів, розташовані на схід від села                                           | Кургани                                                                                             | Бакуменко К.І. –зав. сектору охорони пам’яток археології ХІМ. 2003 р.Енеоліт. Доба бронзи. Скіфський час. Раннє середньовіччя. III тис. до н.е. – I тис. н.е. | вис. 0,7-2,0 м       | Об’єкт  | Наказ УКіТ №25 від 02.03.05р.         | |
| 38.   |             | с. Олександрівка Забаринської с/ради. 11 курганів, розташовані навколо села                                       | – << –                                                                                              | – << –. | вис. 0,7-2,2 м       | Об’єкт  | Наказ УКіТ №25 від 02.03.05р.         | |
| 39.   |             | с. Орчик Малоорчицької с/ради. 22 кургани розташовані навколо західної околиці села                               | – << –                                                                                              | – << – | вис. 0,5-2,0 м       | Об’єкт  | Наказ УКіТ №25 від 02.03.05р.         | |
| 40.   |             | с. Педашка Перша Рунівшинської с/ради. 4 кургани, розташовані на північ від північно-східної околиці села за 1 км | – << –                                                                                              | – << – | вис. 0,6-1,6 м       | Об’єкт  | Наказ УКіТ №25 від 02.03.05р.         | |
|       |             | | | |                      |         |                                       | |

## Джерело
Лист Харківської Облдержадміністрації на запит ВМ УА від 28 березня 2012. Файли доступні на сайті конкурсу WLM.